# هنري كلايف
هنري كلايف (بالإنجليزية: Henry Clive)‏ هو رسام أمريكي، ولد في 1882، وتوفي في 1960.